# LaSemo
 (septembre 2023).
 (septembre 2023).
LaSemo (signifie "La Graine" en Esperanto) est un festival pluridisciplinaire annuel qui se déroule au début du mois de juillet dans le parc d'Enghien, en province de Hainaut, en Belgique. Il propose une programmation reprenant notamment des concerts de musique, des spectacles de cirque, théâtre, art de rue et contes, mais également 8 autres pôles de contenus tels que Jeune Public, Gastronomie, Bien-Être, Jeu & Foire, Artisanat, Durable, Cinéma et Scénographie.
L'événement accueille 2 types de publics : les festivaliers classiques et les familles avec enfants.

## Histoire
Lancé en 2008 sur l'île de l'Oneux à Hotton en province de Luxembourg, ce festival s'est construit autour d'un objectif durable. Il s'est ainsi montré précurseur en Belgique dans certaines démarches telles que l'utilisation de gobelets réutilisables et de toilettes sèches, démontrant la capacité d'un évènement de moyenne ampleur à respecter son environnement.
Près de 4 500 festivaliers ont participé en 2008 à la première édition du festival. Trois ans plus tard, en 2011, LaSemo atteint les 20 000 entrées et s'y stabilise les années suivantes.
LaSemo prend ainsi de l'ampleur et parvient à attirer l'attention des médias et du public par son concept original et ses affiches variées, mettant sur un pied d'égalité les scènes belge et internationale. 
En mai 2011, l'ASBL Squid, organisatrice du festival, reçoit le Prix Belge de l’Énergie et de l'Environnement (catégorie Young People Award) pour le festival LaSemo.
En février 2013, le festival révèle qu'il quitte la ville de Hotton pour celle d'Enghien.
L'ASBL organisatrice de l'évènement, Squid, est mise en liquidation. Dans le cadre de la liquidation, l'évènement et la "marque" LaSemo sont revendus à l'ASBL LaSemo, fondée par des amis de LaSemo et par certains des fondateurs.
En juillet 2015, LaSemo est le premier événement en Belgique à se voir décerner le label ISO 20121 , attestant du management durable de l'événement.
Fin décembre 2015, la ville de Namur annonce que LaSemo sera un des partenaires à la reprise de l'événement Namur en mai pour 3 ans.
En 2016, LaSemo bat son record de fréquentation avec 23 000 festivaliers, enregistrant une hausse du public familial principalement.
Début 2017, LaSemo remporte le prix du Développement Durable de la province du Hainaut du jury et du public. C'est la première fois qu'un nommé remporte ces deux prix depuis la création de ce concours. LaSemo est donc nommé au Grand Prix des Générations Futures.
Dans le cadre de la 10e édition, qui a lieu les 7, 8 et 9 juillet 2017, un nouveau record de fréquentation est battu avec 27.000 festivaliers présents. L'édition 2019 voit ce nombre à nouveau franchi avec 28.500 festivaliers.

## Concept

### Projet écologique[10]
L'écologie est la première des valeurs défendues par LaSemo. De nombreuses initiatives concrètes ont été prises dans ce sens afin d'une part de réduire l'impact écologique du festival, et d'autre part de sensibiliser les festivaliers à adopter une conduite plus responsable.
Ces démarches se perfectionnent et se multiplient à travers les années pour aller vers un festival aussi vert que possible.
- Gobelets réutilisables : les gobelets jetables représentent à eux seuls 60 à 90 % des déchets d'un festival. L'utilisation de gobelets réutilisables permet d'éviter simplement cette pollution.
- Toilettes sèches : construites avec des matériaux recyclés ou respectueux de l’environnement, les toilettes sèches restent agréable à utiliser et sans mauvaises odeurs grâce aux copeaux de bois. Les déjections compostées pendant deux ans serviront d'engrais naturel après le processus de biométhanisation qui permet quant à lui la production d'électricité et de chaleur.
- Gestion des déchets : des îlots de tri sont mis à disposition en quantité sur la plaine et dans le camping. Un centre mobile de tri des sacs poubelle occupe la plaine en vue de sensibiliser les visiteurs au tri des déchets.
- Réduction des déchets : les emballages superflus sont supprimés dans la mesure du possible. Le rôle des flyers, totalement absents de la plaine, est rempli par le t-shirt porté par les bénévoles au dos duquel est imprimé le programme. L'entièreté de la vaisselle est réutilisable ou biodégradable et les détergents utilisés en cuisine sont élaborés à partir de matières premières végétales et minérales. Les bracelets et textiles vendus sur place sont fabriqués en coton bio.
- Mobilité : l'accent est mis sur les transports alternatifs pour rejoindre le site du festival de manière plus propre. Un dispositif de covoiturage et un départ groupé à vélo (LaSemo Tour) sont deux des solutions mises sur pied par l'organisation et qui ont l'avantage de privilégier le contact humain et l'entraide. Tout le long du festival, des vélos sont prêtés gratuitement pour rendre plus rapides les trajets plaine-camping.
- Alimentation durable : les food trucks proposent de la nourriture saine, de saison et locale.

### Projet social
Quelques exemples de démarches sociales entreprises :
- Tarifs raisonnables (parmi les moins chers pour un festival de ce type)
- Accessibilité aux personnes à mobilité réduite. LaSemo a reçu le label Access-I du festival outdoor le plus accessible en Fédération Wallonie- Bruxelles[11].
- Tarifs préférentiels pour certains publics défavorisés (entre autres via Article 27)
- Contacts et partenariats avec de nombreux acteurs socio-culturels et associatifs
- Mise en place d'un stage et d'un chantier international

### Projet culturel
LaSemo a une démarche pluridisciplinaire et souhaite proposer une "expérience globale à son public" en mêlant les genres. De cette manière, LaSemo initie son public à plusieurs formes d'expression artistique.
Chaque année, plus de 50 % des artistes proposés à LaSemo sont issus de la Fédération Wallonie Bruxelles.
LaSemo est partenaire avec plusieurs tremplins d'artistes, visant à faire éclore de nouveaux talents, tels que le Concours Circuit, Du F. dans le Texte, ou le Tremplin du CAR de Ath.

## Chronologie

### Années 2020

#### 2023
- 15ème édition de LaSemo
- Date : 7, 8 et 9 juillet 2023
- Lieu : parc d'Enghien
- Affluence : 45.000 festivaliers [12]
- Musique[13] :
  - Scène du château : Fatoumata Diawara, Selah Sue, Odezenne, Gustave Brass Band, Balthazar, Ben Harper & the innocent criminals, Wax Tailor, Pierre de Maere, Typh Barrow, Jain, Tryo;
  - Scène de la tour :  Saudade Experiment, Debout sur le Zinc, Mezerg, Henri Dès, Dan San, Colt, Cali, Suzane, Les Déménageurs, Cédric Gervy, Juicy, Voyou, L'Entourloop;
  - Guinguette : Jazmin, Elia Rose, Le Winston Band, La Dame, Radio Paillettes, Roza, Antoine Armedan, Waldisnerds, Bon Enfant, Walter Astral, Kabylie Minogue, Ici Baba!, Mia Lena, La mélodieuse histoire de Lou, Monsieur Nicolas, Djeuhdjoah & Lt. Nicholson, Lo Bailly, Bart & Baker.

### Années 2010

#### 2019
- 12ème édition de LaSemo
- Date : 12, 13 et 14 juillet 2019
- Lieu : parc d'Enghien
- Affluence : 28.500 festivaliers
- Musique :
  - Scène du château : Collectif 13, Grand Corps Malade, Debout sur le Zinc, Les Négresses Vertes, Saule, Charlie Winston
  - Scène de la tour :  Los Pepes, Chicos y Mendez, Mon Côté Punk, Aldebert, Camping Sauvach, Le Trottoir D'en Face, Oldelaf, Zoufris Maracas, Les Déménageurs, Saudade, Stef Kamil Carlens, Cédric Gervy, Les Wriggles
  - Guinguette : A Boy With a Bear, Juke-O-Cycle, Les obsédés du monde, Jean Mikili, Peter Power, Tanaë, Billet d'Humeur, La Chica, Dj Lover BE, Dig It, La Chorale d'un Soir, Antoine Hénaut, Glauque, Onda Sonora, The Brums

#### 2018
- Date : 6, 7 et 8 juillet 2019
- Lieu : parc d'Enghien

#### 2017
- 10e édition de LaSemo
- Date : 7, 8 et 9 juillet 2017
- Lieu : parc d'Enghien
- Affluence : 27 000 festivaliers
- Musique : 
  - Scène du château : Asaf Avidan, Daan, Hooverphonic, Babylon Circus, Saule et Cocoon
  - Scène de la tour :  Fatals Picards, Barcella, Soviet Suprem, BaliMurphy, Les Déménageurs et les Barbeaux
  - Guinguette
- Spectacles
  - Cabaret (nouveauté) avec un Cabaret Coquin, un Grand Cabaret et un Petit Cabaret (pour les enfants). Le nouvel espace a fait salle comble durant les 12 séances prévues.
  - Tour des Contes
  - Jardin fleuri, Sanglier et Jardin d'honneur : différents spectacles
- Jeunes Publics : au "Pays des Merveilles" s'ajoutent le "Pays des Murmures", espace avec des animations calmes et le "Sous Bois", espace avec animations autour de la nature. Ces espaces destinés aux enfants sont agrandis afin d'accueillir le public croissant. Plus de 20 animations différentes y sont proposées.
  - Gastronomie : près de 30 food trucks, un bar à bières spéciales, un restaurant dans le château d'Enghien. L'espace est agrandi et le nombre de tables doublé.
  - Bien-Être : hamacs, transats, massages et spa en plein air
  - Amusoir : vieux manège, jeux en bois, jeux de société, entresorts, mat de cocagne,
  - Cinéma : des courts métrages sur différentes thématiques
  - Artisanat : une vingtaine d'artisans, des démonstrations et des ateliers "do it yourself"
  - Durable : le forum, rassemblant une trentaine d'associations et proposant des échanges, conférences... déménage dans un espace plus arboré et ombragé.
  - Scénographie : différents décors spécifiques sont réalisés et implantés dans le parc.

#### 2016
- Date : 8, 9 et 10 juillet 2016
- Lieu : parc d'Enghien
- Affluence : 23 000 festivaliers
- Musique : 
  - Scène du château : Tryo, Caravan Palace, Henri Dès, Mickey 3D, Les Hurlements d'Léo, Bernard Orchestar, Soldout
  - Scène de la tour : HK & les Saltimbanks, Anaïs, Mustii, Anwar, Flavia Coelho, Cédric Gervy, Les Trash Croutes, TheAngelcy, Zaza Fournier, Ici Baba, Rive, GrandGeorge
  - Guinguette : Bart & Baker, Bruce Ellison & The Jellodies, Dig It, Emeline, Carte Blanche à Cédric Gervy, Les fières bretelles, Diyei Pituto, DJ Clemix, DJ Dunya, Easy Swing. Cet espace, créé en 2015, a été élu "Espace Préféré des festivaliers".
  - Espaces Pop Up : le dimanche, en remplacement de la scène du château, 2 espaces "pop up" ont été ouverts : La Jam des Bois, qui proposait aux festivaliers de venir se produire avec des vrais musiciens et LaSemobile, une caravane diffusant du Reggae
- Spectacles
  - Tour des contes: différents artistes proposent des contes durant toute la journée, notamment Boniface le Bonimenteur, Chaussettes en Goguette, Contes en Accordéon, d'Ici et Là, les conteurs sur le pont, les semeurs de rêves, Melissa Mottheu, Véronitz la Trobairitz...
  - Itinérants : Gustave Brass Band (fanfare), Fanfare toi même, enfantillages de troll, l'égrainage du temps, l'enchanteur..
  - Jardin fleuri, forum et jardin d'honneur : des spectacles fixes tels que Canopée, Fanfare, le Swing des Enfants, In the Boil Room, les Marchands de gros mots, Laurent Piron et l'Odeur de la Sciure (par le Cie des P'tits Bras), etc.
- Jeunes Publics : des animations sont réservées aux enfants dans le "Pays des Merveilles" : coloriage, peinture, atelier crêpes, cartes animées, djembé, danse...
- Gastronomie : plus de 20 food trucks, un bar à bières spéciales, un restaurant dans le château d'Enghien.
- Bien-Être : hamacs, transats, massages et spa en plein air
- Jeux & Foire : tir photographique à l'ancienne, vieux manège, jeux en bois, jeux de société
- Cinéma : des courts métrages sur différentes thématiques
- Artisanat : une vingtaine d'artisans, des démonstrations et des ateliers "do it yourself"
- Durable : le forum, mis en place avec Inter Environnement Wallonie, rassemble une trentaine d'associations et propose des échanges, conférences...
- Scénographie : différents décors spécifiques sont réalisés et implantés dans le parc.

#### 2015
- Date : 10, 11 et 12 juillet 2015
- Lieu : parc d'Enghien
- Affluence : 20.000 festivaliers
- LaSemo propose désormais 10 pôles de contenu :
  - Musique : des concerts répartis sur 2 scènes avec notamment Bénabar, Cali, Arno, Ayọ, Deluxe, Collectif 13 (avec des membres de Tryo, la Rue Ketanou...), Debout sur le Zinc, Dalton Télégramme, Alice Francis...
  - Spectacles : une centaine de spectacles de théâtre, cirque, magie, art de rue, contes répartis sur 6 espaces dont la nouvelle "Tour des contes".
  - Jeunes Publics : 4 concerts pour enfants (Les Déménageurs, Les Vaches Aztèques, Le Grand Ben et Les Compagnons du temps), mais également un camping pour les familles, un espace familles, et plein d'animations dans les différents pôles.
  - Gastronomie : un festival de food trucks (une vingtaine sur place) mais aussi une vingtaine de bières issues principalement de micro brasseries locales et des boissons saines.
  - Bien-Être : espace "Tranquille la Vie", Spa en plein air, hamacs, massages, etc.
  - Artisanat : un marché de créateurs, des démonstrations d'artisanat, des ateliers "do it yourself"
  - Jeux et Foire : manège, jeux en bois, jeux de société, entresorts forains réunis dans une véritable "Kermesse" à l'ancienne.
  - Sensibilisation : une trentaine d'associations présentes
  - Cinéma : des courts métrages (jeune public, tout public et trash)
  - Scénographie : une déco, des espaces forts, une implémentation des lieux revue
- De nouveaux espaces ont été créés
  - La Guinguette
  - L'Amusoir
  - La Tour des Contes
  - Le Spa des 7 étoiles

#### 2014
- Date : 11, 12 et 13 juillet 2014
- Lieu : parc d'Enghien
- Affluence : 20 000 festivaliers
- Nombre de bénévoles : 578 bénévoles
- Nombre d'artistes : 400
- Artistes programmés : Patrice, Saule, La Rue Kétanou, GiedRé, Boulevard des Airs, Alice Francis

#### 2013
- Date : 12, 13 et 14 juillet 2013
- Lieu : parc d'Enghien
- Affluence : 20 000 festivaliers
- Nombre de bénévoles : 578 bénévoles
- Nombre d'artistes : 400
- 3 800 mètres de barrières Héras
- 8 000 mètres de câble
- 36 associations présentes dans le village associatif Agi Kune
- 70 000 gobelets (ré-)utilisés sur le festival
- 4 concerts traduits en langue des signes
- 15 jours passés sur le terrain
- 380 grammes environ de déchets par festivaliers (3 fois moins que les autres festivals en Belgique selon Fost Plus)
- 60 personnes membres de l’équipe à l’année, tous bénévoles
- 5,5 hectares de divertissement dans le parc
- 5 hectares de repos dans les campings
- 1 460 repas servis aux artistes
- 1 700 repas servis aux bénévoles
- 190 interventions médicales
- 700 enfants dans le village famille « Aux Pays des Merveilles »
- 30 % de groupes belges
- 100 concerts, spectacles et animations
- La Clairière : Les Cowboys Fringants, Amadou et Mariam, Les Ogres de Barback, Mes souliers sont rouges, Les Fatals Picards, Le Grand Jojo, Hilight Tribe, Camping de Luxe (projet éphémère lancé par les musiciens Les Hurlements d'Léo et Les Fils de Teuhpu), Barcella, Dan San, FonoGraFF, Mademoiselle Nineteen et Li-Lo*.
- Le Pavillon : Cédric Gervy, Gaëtan Streel, Les Fils de l'Autre, Roscoe, Skarbone 14, Spleen, He Died While Hunting, Bertrand Lani & Band, Émilie Gassin, The AnnArbor, Théa & The Mugs et Les Déménageurs.
- Sur les scènes d'arts de rue : BBCrew, Bertha et Miranda, Circokot, Compagnie Scratch, Compagnie Paki Paya, DiamonDuo, Expresso Circus, Hot Street Brass Band, Human Sound System, Le Collectif Malunés, Les Allumés, Modern Music Institute, Réverbère et Théâtre Carbonique.

#### 2012
- Date : 6, 7 et 8 juillet 2012
- Affluence : près de 20 000
- Nombre de bénévoles : environ 500
- L'Esplanade : Alpha Blondy, Zaz, Debout sur le Zinc, Emir Kusturica and The No Smoking Orchestra, Têtes Raides, Babylon Circus, Great Mountain Fire, La Ruda, Boulevard des Airs, Don Fiasko, Thomas Fersen, Jali, Barcella
- Le Cabaret : Cédric Gervy, GiedRé, David Bartholomé, Cécile Hercule, Les Caricoles (remplacent QW4RTZ après l'annulation de leur tournée européenne), Antoine Hénaut, Les Déménageurs, Les Males Propres, Gilles et ça Dépend, Sarah Carlier, Onda Vaga, The Travel Minds, Tommy Green & The Blues Machine
- La Terrasse : The Human God, Compagnie du Mirador, Orryflammes, Shake That, Filophile, Mario, Queen of the Circus
- Le Patio : Trollandia & Bavar le passeur d’histoires, Les Superluettes, Quelconques Errants, Mario, Queen of the Circus, Circokot
- Camping Va-Nu-Pieds : Orryflammes, The Human God, Onda Vaga
- Artistes permanents sur la plaine : Human Sound System, Murgafanfare AGRUM!, Quelconques Errants, Don Fiasko, Trollandia & Bavar le passeur d’histoires, Les Superluettes
- Pour sa cinquième édition, le festival adopte l'appellation « La5emo » dans ses communications. Le logo est également adapté pour l'occasion.
- La Grande Scène est renommée L'Esplanade, la Scène Coup de Cœur devient Le Cabaret et les deux espaces Art de Rue sont baptisés La Terrasse et Le Patio.

#### InterSango
InterSango (échange en espéranto) est une plateforme Internet d'échange culturel et solidaire lancée le 8 mai 2012. Elle est née d'un désir de renforcer les valeurs sociales de LaSemo en poussant davantage les festivaliers à se rencontrer dans le festival, et à plus long terme en dehors.
Basé sur le principe du SEL, il incite le visiteur à proposer un service réalisable ou non pendant le festival en échange d'un autre service.
L'initiative est d'emblée soutenue par plusieurs têtes d'affiche de l'édition 2012, certains artistes proposant eux aussi leur service.
Afin de promouvoir la plateforme, LaSemo a organisé un concours de photographies dans plusieurs festivals en proposant aux visiteurs de poser avec une pancarte annonçant leur propre service. Celui-ci peut ensuite être validé en ligne par l'auteur et intégré à l'application InterSango.
Après le festival, la plateforme évolue et sera renommée ShareBox.

#### 2011
- Date : 8, 9 et 10 juillet 2011
- Affluence : plus de 20 000[1]
- Nombre de bénévoles : 600[1]
- Pas de Tremplin pour cette année mais une soirée au MC de Marche-en-Famenne avec notamment Cédric Gervy, Too Much and the White Nots et Sinus Georges.
- Artistes présents sur la grande scène : Tryo, Aldebert, Les Fatals Picards, Goran Bregovic, Été 67, Les Petites Bourrettes, Daan, Jammin Troopers, La Fanfare du Belgistan, Intergalactic Lovers, Klezmic Zircus, La Chiva Gantiva, Opmoc, Sanseverino, Danakil et BaliMurphy
- Artistes présents sur la scène « coup de cœur » : Cédric Gervy, Kiss & Drive, Tsiganisation Project, Primitiv, Lucie Carton, KermesZ à l'Est, Carte blanche à Jean Jean, Noa Moon, Irma, Joy, Hoquets, Leif Vollebekk et Alek et Les Japonaises
- Artistes présents dans l'espace « Art de rue » : Famille Goldini, Les Bonimenteurs, Immo, Cirq'en Bulles et Les trois points de suspension
- Artistes permanents présents pour animer la plaine : La Fanfare Royale de Hotton, KermesZ à l'Est, Le Magic Land Théâtre et Les Taupes qui boivent du lait
- La Raggaravane, caravane rétro itinérante, s'est chargée de faire régner l'ambiance reggae au camping pendant toute la durée du festival.

#### 2010
- Date : 9, 10 et 11 juillet 2010
- Affluence : environ 15 000[14]
- Nombre de bénévoles : plus de 500[15]
- Artistes présents sur la grande scène : Les Hurlements d'Léo (pour leur retour en Belgique), Les Blérots de R.A.V.E.L., La Chanson du Dimanche, Babylon Circus, IAMX, Vive la Fête, Mes Aïeux, La Ruda, Oldelaf, Jaune Toujours, An Pierlé, Lucy Lucy, Camping Sauvach, Sharko, Luke, Tété, Puggy, Pierre Simon et Ann Arbor
- Artistes présents sur la scène « coup de cœur » : Meridians, Monday Morning, Team William, Faustine Hollander, Matt Eliott, David Bartholomé, Emanuel, Lionel Solveigh, Tous au Jardin! (TAJ!), Lemon Straw, The Bony King of Nowhere, Syd Matters, Jil Is Lucky, Ed Wydee, HLaiMe, Scampi, Cédric Gervy, La Pompe Moderne, La Caravane Passe et BaliMurphy
- Vainqueurs du TREMPLIN LaSemo : Dirty Swing et The Abstract Citizens Corporation, qui ont eu tous deux le privilège de se produire sur la grande scène

L'affiche est de plus en plus fournie et une nouvelle scène, plus petite, voit le jour avec des artistes dits « coup de cœur », belges et moins connus pour la plupart. L’approche s'y veut plus intimiste et acoustique, permettant une proximité directe avec le public qui assiste parfois aux concerts assis sur la pelouse.

#### TaKto
Développé par l'organisation avec l'aide d'EcoRes, le système TaKto (mesure en espéranto) était un projet mis en place lors de l'édition 2010 du festival. Présenté comme une première mondiale, il consiste en un système électronique permettant à chaque festivalier d'établir un bilan carbone personnel consultable via des bornes interactives placées sur la plaine ou après le festival sur internet.
Pour cela, chaque individu est équipé d'une carte contenant une puce électronique. La carte servant également de moyen de paiement, elle doit être chargée au préalable par le festivalier.
L'utilisateur achète ses consommations au sein du festival en scannant sa carte TaKto qui est débitée du prix du produit et en enregistre la nature.
Le système se charge alors d'additionner l'empreinte de chaque produit acheté. Cette somme, couplée à l'empreinte du mode de transport utilisé, permet ainsi de dresser le bilan carbone de l'individu.
En plus d'être un système de paiement réutilisable, TaKto a pour but de démontrer qu'il est possible de réduire ses impacts dans la vie courante en choisissant bien ses consommations.
À l'échelle du festival, il tend à pousser le consommateur à se tourner vers les produits locaux et de saison mis en avant pour l'occasion.
Après plusieurs mois de développement, des problèmes techniques surviennent lors de l'ultime test grandeur nature réalisé grâce aux bénévoles arrivés sur le site la veille du festival. Ces bugs entrainent notamment la fusion de certains comptes.
TaKto est malgré tout lancé le lendemain mais les soucis rencontrés par les 1000 premiers utilisateurs obligent l'organisation à y renoncer,.
Le paiement cashless a été relancé en 2016 en partenariat avec la société Emysis.

### Années 2000

#### 2009
- Date : 10, 11 et 12 juillet 2009
- Affluence : environ 12 000[18]
- Nombre de bénévoles : environ 950[18]
- Artistes présents : La Rue Kétanou (leur grand retour en Belgique), Les Ogres de Barback, Moriarty, Marcel et son Orchestre, Zita Swoon, Daan, Debout sur le Zinc, Emily Loizeau, Suarez, BaliMurphy, Variety Lab, Cosy Mozzy, Volt Selector, Les Caricoles & les Noces de Zinc, KermesZ à l'Est, Major Deluxe, Too Much and the White Nots, papa dada
- Vainqueurs du TREMPLIN LaSemo : Waka et Full of Suedoises

Parmi les éléments marquants de cette édition, le grand final avec La Rue Kétanou, Debout sur le Zinc et Les Ogres de Barback ainsi qu'une prestation nocturne acoustique sur le camping de La Rue Kétanou.

#### 2008
- Date : 11 et 12 juillet 2008
- Affluence : environ 4 500[18]
- Nombre de bénévoles : environ 700[18]
- Artistes présents : Les Cowboys Fringants (unique date en Belgique), Scala & Kolacny Brothers, Arid, Mud Flow, The Tellers, Joshua, Les Blérots de R.A.V.E.L., No One Is Innocent, Kill the Young, Mint, Bacon Caravan Creek, Cédric (et les) Gervy, Amute, CJ Bolland, Prisma et Plethora
- Vainqueurs du TREMPLIN LaSemo : Wizardkind et Orchideons